# Junes Barny
Junes Barny, född 4 november 1989 i Helsingborgs Gustav Adolfs församling, är en svensk före detta fotbollsspelare och sportchef.
Hans yngre bror, Kamal Barny, har liksom Junes tidigare spelat för Ängelholms FF. De båda har dubbelt medborgarskap, svenskt och marockanskt.

## Karriär
Barnys moderklubb är Påarps GIF. Han spelade som junior även för Helsingborgs IF. Som 18-åring fick han beskedet att han inte var tillräckligt bra för HIF:s A-lagstrupp och valde att sluta med fotbollen.
Han återvände till fotbollen och började spela för Högaborgs BK 2011. Han debuterade i premiäromgången av division 2 den 16 april 2011 mot GIF Nike, en match som slutade 1–1. Under säsongen 2011 gjorde han inga mål. Han gjorde åtta mål i Division 2 Södra Götaland 2012, varav tre var straffmål.
Den 30 december 2012 skrev Barny på ett tvåårskontrakt med Ängelholms FF. Under sin debutsäsong i Superettan gjorde han tolv mål och sju assist.
Den 19 december 2014 blev det officiellt att Barny skrivit på för två år hos allsvenska Halmstads BK. Barny gjorde sin allsvenska debut den 6 april 2015 i en 2–1-förlust mot AIK.
I juni 2016 värvades Barny av marockanska Difaâ d'El-Jadida, där han skrev på ett treårskontrakt. I januari 2018 värvades Barny av Superettan-klubben GAIS, där han skrev på ett tvåårskontrakt. Den 1 juli 2018 meddelade GAIS att de tagit ett gemensamt beslut med Barny om att bryta kontraktet. Den 13 juli 2018 skrev Barny på ett kontrakt säsongen ut med Hammarby IF.
Den 31 januari 2019 värvades Barny av IFK Göteborg, där han skrev på ett tvåårskontrakt med option på ytterligare ett år. I juni 2019 lämnade Barny klubben. I augusti 2020 värvades Barny av Varbergs BoIS, där han skrev på ett halvårskontrakt. I januari 2021 värvades Barny av cypriotiska Enosis Neon Paralimni. Den 10 augusti 2021 gick Barny på fri transfer till Jönköpings Södra IF i Superettan, där han skrev på ett kontrakt som löper över säsongen 2023. Där var en sportchefsroll inkluderad i kontraktet i klubben, efter avslutad karriär.
Han avslutade sin spelarkarriär i juli 2022 och tog istället över rollen som sportchef i Jönköpings Södra med omedelbar verkan.
I maj 2022 uppmärksammade Fotbollskanalen att en anonym spelare i Jönköpings Södra betonade att truppen känt av en oro av Junes Barnys roll i klubben, som påstods ha en aktiv roll som sportansvarig, samtidigt som han spelade fotboll. Spelaren förklarade att han trodde klubben var unika i Sverige att arbeta på detta sätt, vilket kan ha stor betydelse för resultatet på plan, samtidigt förnekade Junes Barny själv uppgifterna.
Han lämnade rollen och klubben den 16 januari 2024.